# Ascona
Ascona (äldre tyskt namn: Aschgunen) är en ort och kommun i distriktet Locarno i kantonen Ticino i Schweiz. Kommunen har 5 381 invånare (2023).

## Historia

### Tidig historia
Grav- och keramikfynd antyder att platsen har varit befolkad cirka 1000 f.Kr. och påverkats av handeln till Alpernas nordsida över Lago Maggiore och Val Mesolcina. Man har även funnit gravar från romartiden och tidig medeltid.

### Medeltid och fram till slutet av 1800-talet
År 1004 övergick trakten från ärkebiskopen av Milano till biskopen av Como. 1189 förlänade biskopen ett kastell åt adelsfamiljen Duni från Locarno. Ortnamnet, som är känt sedan 1224 (burgus de Scona), tros komma av ett keltiskt uttryck för stor äng. En Petrus-kyrka omnämns år 1264 och år 1330 en Petrus- och Paulus-kyrka. 1428 fick byn marknadsrätt. 1513 erövrades området av schweizarna och 1584 grundades skolan Collegio Papio. Byns huvudnäringar var länge lantbruk och fiske.

### Turistorten
Från år 1885 anlade baronessan Antoniette de Saint-Leger en trädgård på Brissagoöarna som besöktes av tidens kändisar. År 1900 inrättade Ida Hoffman och Henri Odenkoven Monte Verità, en utopisk reformkoloni som förespråkade nudism och vegetarism på ett berg ovanför byn. Monte Verità blev ett mål för kur- och alternativ turism. På 1910-talet undervisade Rudolf von Laban i dans och på 1920-talet kom konstnärer och författare.
Under mellankrigstiden tilltog turismen och redan 1934 fanns över 100 utländska fastighetsägare.

## Geografi
Ascona är en turistort på södra delen av Maggias delta i Lago Maggiore, sammanväxt med Locarno.
Hamnpromenaden ligger i den västligaste delen av deltaslätten. Här finns flera hotell, kommunalhus och bibliotek. Innanför ligger en bilfri, 200 meter bred, ortskärna med smala gränder, kyrkor och butiker. Öster därom börjar nyare bebyggelse med busshållplats, banker och postkontor vid Via Bartolomeo Papio. Norr om Via Borgo stiger terrängen brant och gränderna blir trappor. Söder om ortskärnan ligger strandbadet Lido och en golfbana.

## Kommunikationer
Ascona nås med buss från Locarno. Orten angörs av båttrafiken på Lago Maggiore.

## Sevärdheter
- Monte Verità - numera ett kongresscentrum med park. De historiska byggnaderna visas sommartid.
- Brissagoöarna med botanisk trädgård.